# Petr Fejfar
Petr Fejfar (* 7. února 1959) je český politik a technik, bývalý senátor za obvod č. 47 – Náchod.

## Vzdělání, profese a rodina
Vyučil se automechanikem, později si dodělal maturitu na střední průmyslové škole. Pracoval jako technik dopravy, garážmistr a skladník v podniku zemědělského zásobování. Je rozvedený, má jednu dceru.

## Politická kariéra
Před listopadem 1989 se angažoval v činnosti nezávislých iniciativ, byl členem Nezávislého mírového sdružení a Hnutí za občanskou svobodu. V roce 1990 byl kooptován do Městského národního výboru České Skalice, který jej zvolil předsedou. V letech 1990-2000 zastával funkci starosty České Skalice, rezignoval po zvolení senátorem.
Ve volbách 2000 se stal členem horní komory českého parlamentu, když v obou kolech jako člen US-DEU porazil nestraníka kandidujícího za ODS Miroslava Čermáka, který v předvolebním kampani na jednom mítinku uvedl, že Fejfar na konci 70. let vykonával základní vojenskou službu u vojsk ministerstva vnitra, jejichž příslušníci byli komunistickým režimem využíváni k prosazování politických cílů a zasahovali při protikomunistických demonstracích, a poté nastoupil do policejní školy. ODS se od tohoto útoku distancovala, Fejfar toto potvrdil s tím, že po několika měsících ze školy odešel, neboť pochopil k jakým účelům sloužila. V senátu zasedal ve Výboru pro územní rozvoj, veřejnou správu a životní prostředí. Ve volbách 2006 svůj mandát obhajoval, ovšem ve druhém kole jej porazil se ziskem 57,69 % hlasů občanský demokrat Petr Pakosta.
V roce 2006 kandidoval jako nezávislý kandidát do zastupitelstva České Skalice.
Ve volbách do Evropského parlamentu 2009 kandidoval na "STAROSTOVÉ A NEZÁVISLÍ – VAŠE ALTERNATIVA" jako číslo 15.